# Grindel
Grindelul sau molanul (Barbatula barbatula) este un pește dulcicol demersal mic (10–15 cm în lungime), din familia Nemacheilidae, ordinul cipriniformelor (Cypriniformes), care trăiește pe fundul pietros sau cu prundiș în apele curate și repezi ale pâraielor și râurilor de munte; poate viețui în ape încărcate cu materii putrescibile. Este răspândit în Europa și Asia, de la nordul Europei până în Nordul Italiei și spre Răsărit până la Urali. În România trăiește în râuri și pâraie de munte: Prut, Siret, bazinul Bistriței, Râșca, Trotuș, Argeș, Cerna, Timiș, Olt, Crișul Negru, torenții de la Sinaia, etc.
Are corpul alungit, aproximativ cilindric, ușor comprimat posterior în regiunea pedunculului caudal și acoperit cu solzi rari, foarte mici; el este învelit într-un strat gros de mucus. Solzii lipsesc în întregime pe spate și pe burtă și sunt ceva mai numeroși în regiunea postero-laterală. Pedunculul caudal este destul de lung. Capul ușor comprimat dorso-ventral nu are țepi suborbitali. Botul este rotunjit, proeminent. Are gura largă, inferioară, înzestrată cu șase mustăți (4 pe vârful botului și 2, mai lungi, la colțurile gurii). Ochii sunt mici, apropiați. Înotătoarea caudală este trunchiată. Colorația este variabilă; pe spate și pe flancuri, este galben-verzui și pe acest fond se găsesc, dorsal și lateral, pete negre, neregulate. Abdomenul alb-gălbui, cu o dungă mediană roșie, între înotătoarea pectorală și ventrală. Înotătoarea dorsală și caudală cu serii transversale de puncte brune. Înotătoarea pectorală, ventrală și anală de un galben-verzui, uniform. Dimorfismul sexual este destul de pronunțat.
Se hrănește cu viermi, insecte, larve de insecte, gamaride, chironomide și chiar ouă de pește; se hrănește, probabil, mai mult noaptea. Depune icrele pe pietre, în aprilie-iunie. Se folosește ca nadă vie, la pescuitul sportiv. Grindelul are o carne destul de grasă și gustoasă.